# Saccostrea
Genre
Saccostrea est un genre de mollusques bivalves de la famille des Ostreidae.